# 2010-es szerbiai földrengés
A 2010-es szerbiai földrengés (más néven 2010-es kraljevói földrengés) a Richter-skála szerint 5,3-as földrengés volt 2010. november 3-án. Az epicentrum Szerbiában, Kraljevoi községben, Vitanovac település mellett helyezkedett el, 125 km-re a fővárostól, Belgrádtól.
A katasztrófa 2 halálos áldozatot és több mint 100 sebesültet követelt. A földrengés érezhető volt a fővárosban és a szomszédos országokban is. A jelenséget több gyengébb utórengés követte.

## Háttere
A földrengés magnitúdója 5,3 volt és helyi idő szerint 01:53-kor történt. A földrengés epicentruma Kraljevótól 10 km-re északra, Vitanovac falu közelében volt. Közvetlenül a katasztrófa után a kraljevói régióban megszakadt az elektromos áram és a vízellátás, megszűntek a telefonvonalak. A környéken vészhelyzetet rendeltek el. Az iskolákban és egyéb helyeken több tárgyat lefoglaltak, hogy megvizsgálják, alkalmasak-e a biztonságos használatra. A legnagyobb károk az epicentrumban, Vitanovacon voltak, ahol a tárgyak 70%-a megrongálódott. A szerb kormány gyorssegélyként élelmiszereket és használati eszközöket küldött a lakosságnak.

## Adományok
- Szerbia kormánya: 5 000 000 RSD (kb. 50 000 EUR) vészhelyzeti adományként[6]
- Pošta Srbije (Szerb Posta): 5 000 000 RSD[6]
- Telekom Srbija: 3 000 000 RSD[6]
- Bijeljina: 10 000 BAM[7]

## Fordítás
- Ez a szócikk részben vagy egészben  a(z)   2010 Serbia earthquake című angol Wikipédia-szócikk fordításán alapul.  Az eredeti cikk szerkesztőit annak laptörténete sorolja fel. Ez a jelzés csupán a megfogalmazás eredetét és a szerzői jogokat jelzi, nem szolgál a cikkben szereplő információk forrásmegjelöléseként.